# ديف والش
ديف والش (بالإنجليزية: Dave Walsh)‏ هو لاعب كرة قاعدة أمريكي، ولد في 25 سبتمبر 1960 في أرلينغتون ‏ في الولايات المتحدة.

## وصلات خارجية
- ديف والش على موقعبيزبول رفرنس.كوم (الدوري الرئيسي) (الإنجليزية)
- ديف والش على موقعبيزبول رفرنس.كوم (الدوري الثانوي) (الإنجليزية)